# Alto Feliz
Alto Feliz este un oraș în Rio Grande do Sul (RS), Brazilia.